# Eugène Lamoisse
Eugène Lamoisse ou Charles Eugène Lamoisse, né le 5 novembre 1824 au Havre et mort le 21 décembre 1899 à Pointe-à-Pitre en Guadeloupe, est un photographe et un peintre paysagiste français du XIXe siècle.

## Biographie

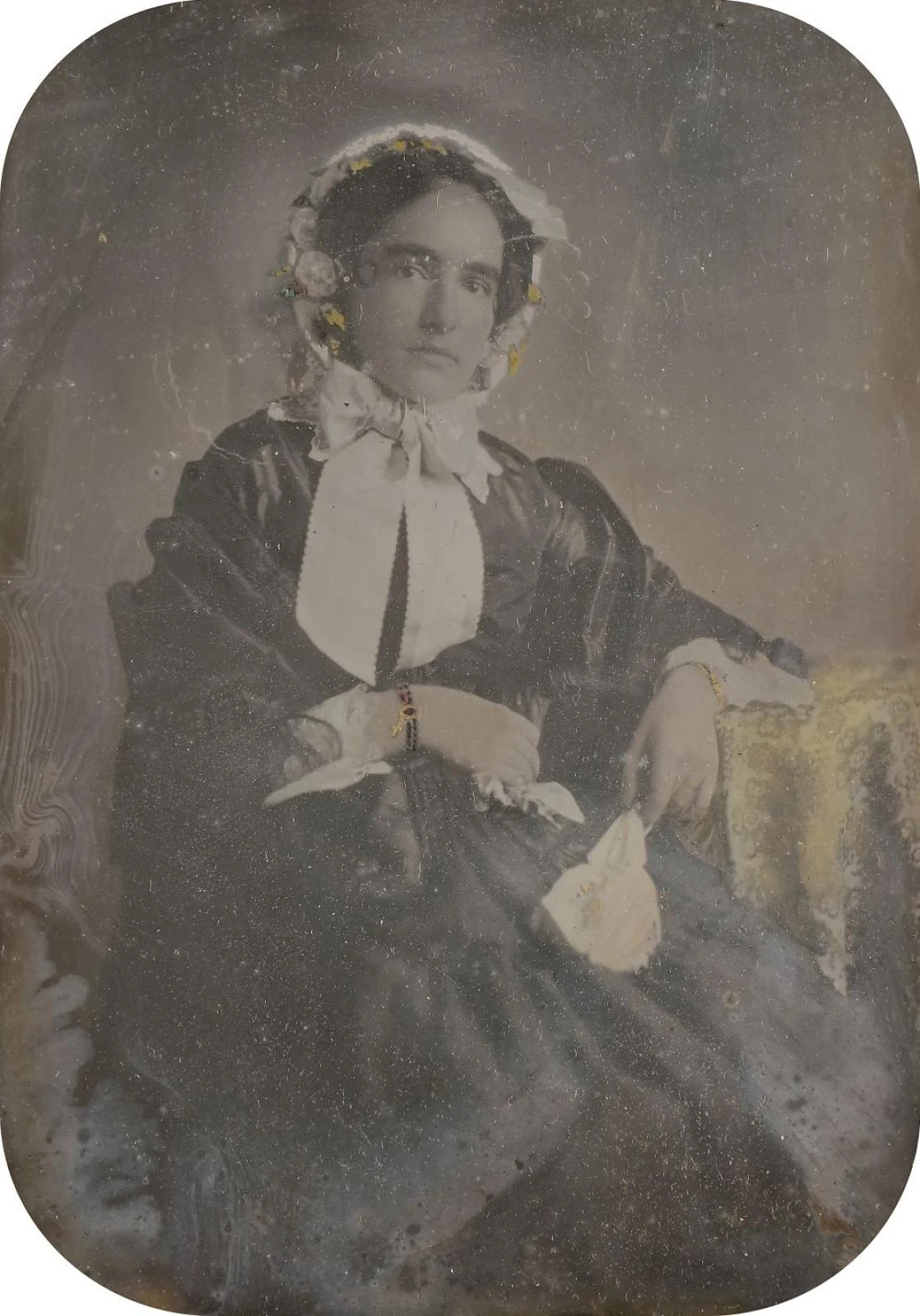
Jeune femme, daguerréotype, mai 1850.

Eugène Lamoisse est né le 5 novembre 1824 au Havre. Il s'établit à la Guadeloupe à l'âge de 20 ans. Il se fait connaître par ses dessins au fusain et à l'estompe, parfois rehaussés de gouache, conservés au musée des arts décoratifs de Bordeaux. Cinq de ses œuvres, faites à la mine de plomb, sont exposées dans le même musée. Il voyage entre la France métropolitaine, la Guadeloupe, la Martinique et Puerto-Rico. 
Lamoisse a trois studios de photographie, à Pointe-à-Pitre, à Fort-de-France et à San Juan de Puerto-Rico. 
Eugène Lamoisse expose au Salon en 1846 et en 1847 des vues de Normandie : Vue prise au bas de la rivière de Caen et Vue du Hoc  Havre. 
Il meurt le 21 décembre 1899 à Pointe-à-Pitre en Guadeloupe.